# Lorica segmentata

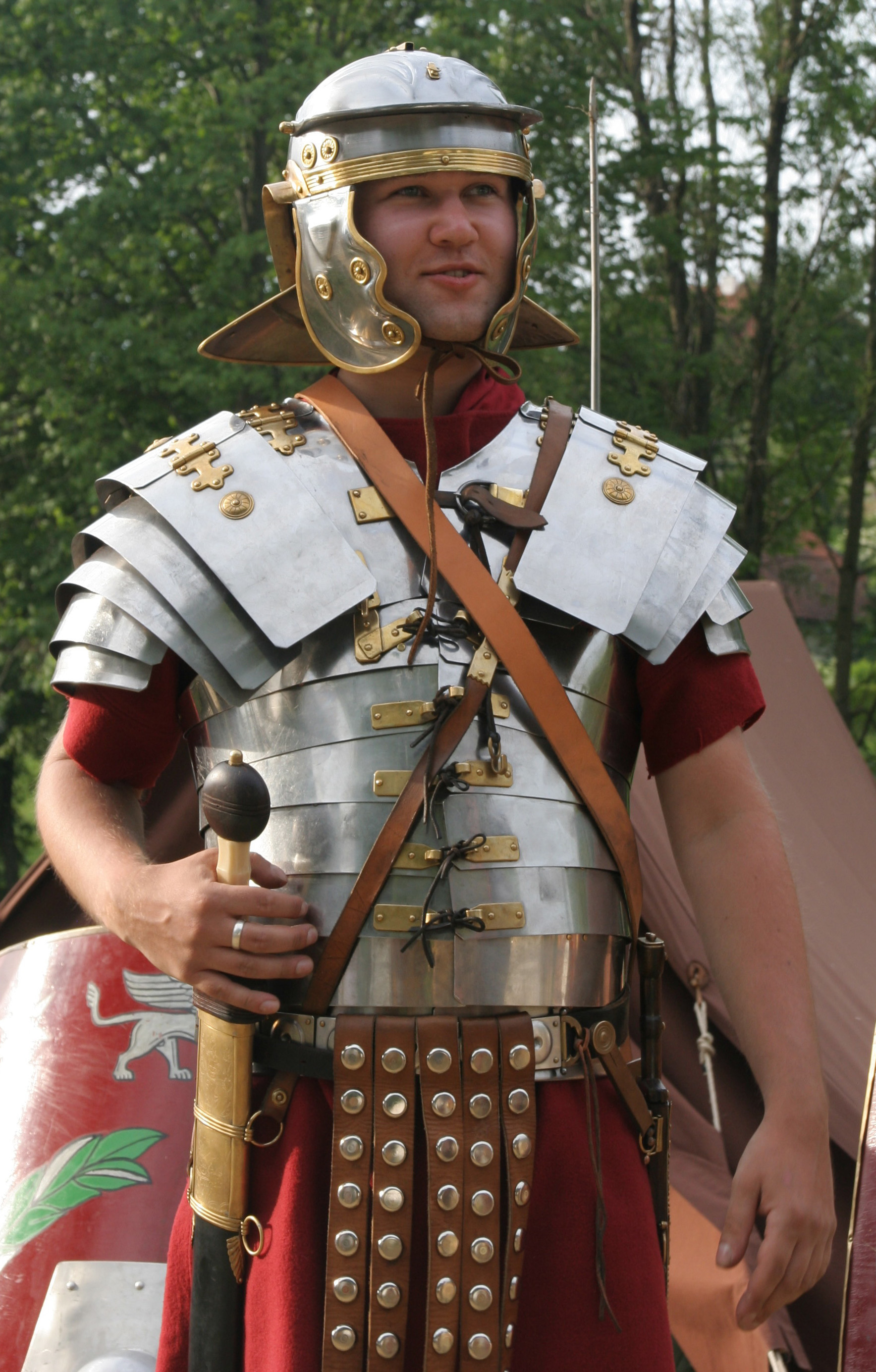
Történelmi újrajátszás során egy római katonának öltözött játékos lorica segmentatát visel

A lorica segmentata a római legionariusok által használt lemezvért latin elnevezése.

## Felépítése
A lemezvért különböző méretű, általában ívesre hajlított, nagyobbrészt téglalap alakú vaslemezekből állt össze.
A vaslemezeket bőrszíjakkal kötötték össze, amelyek biztosították a rendszer flexibilitását. A bőrszíjakat bronz csapokkal, lemezkékkel kapcsolták a vaslapokhoz és némely vaslapot is egymáshoz. A lemezvért a legionarius testét a csípőtől a nyakig védte. Vállvértje könyök fölött ért véget.

## Használata
Főszabályként hadjárat során - az éjjeli pihenés és a táboron belül tartózkodás idejét kivéve - mindig viselték a legionariusok.
A vért alatt kivétel nélkül tunikát viseltek a harcosok, amely védte a testet a kidörzsölődéstől és némi plusz védelmet nyújtott. Nyakukban ugyanebből a célból sálat hordtak.
Traianus oszlopának tanúsága szerint e vért-típust kizárólag a legionariusok használták, míg a kisegítő csapatok (Auxilia) a lorica hamata (láncing) védelmére bízták magukat, amely az olcsóbb előállítás és karbantartás miatt, a 4. században átvette a lemezes vért helyét a légiókban.